# Pavle Merkù
 (avril 2019).
Pavle Merkù, né le 12 juillet 1927 à Trieste et mort le 20 octobre 2014, est un compositeur.

## Biographie
Pavle Merkù naît le 12 juillet 1927 à Triesten c'est un Slovène d'Italie.
Il est diplômé en slavistique à l'Université de Ljubljana en 1950 et à l'Université de Rome en 1960, il fait ses études musicales en privé à Trieste avec Ivan Grbec et Vito Levi. Pavle Merkù enseigne dans les écoles de Ljubljana (1950-1951) et de Trieste (1952-1964), et en 1965, il est recruté dans le personnel de la radio et de la télévision italienne à Trieste.
Pavle Merkù meurt en octobre 2014.